# Осада Албазина (1686)
Осада Албазина 1686 года — второй после осады Албазина в 1685 году этап борьбы между Русским царством и Цинским Китаем за главный русский опорный пункт на реке Амур.

## Подготовка к осаде
Сразу после возвращения русских в августе 1685 года на место уничтоженного после первой обороны Албазина, началось строительство крепости, способной противостоять осадной цинской артиллерии. Вместо привычных для Сибири бревенчатых стен за глубоким рвом новый Албазинский острог окружили земляные валы, в центре которых находились засыпанные срубы. Толщина валов достигала 4 сажени (8,5 м), высота была в 1,5 сажени (более 3 м). На гребне вала были оборудованы боевые позиции, укрепленные обмазанными глиной плетеными фашинами. На речной стороне для наблюдения построили традиционную бревенчатую башню.
Для лучшего обстрела с укреплений их линия была сделана ломаной, с выступами «бастеями» (бастионами). По одной версии, идея подобных укреплений принадлежала заместителю воеводы Толбузина Афанасию Бейтону (принявшему православие немецкому офицеру), знакомому с западноевропейской фортификацией. Однако русские казаки применяли земляные укрепления против оснащенного тяжелой артиллерией противника ещё с начала XVII в. (например, при осаде Кром в 1605 году); деревянно-земляные укрепления ранее использовались и на Амуре в боях с маньчжурами при обороне Кумарского острога в 1655 году.
Албазин был оснащен мощной по сибирским меркам артиллерией — тяжелая мортира, стрелявшая пудовыми ядрами, восемь медных пушек и три легких затинных пищали. Артиллерией руководили два опытных московских пушкаря. Имелось достаточное количество боеприпасов — 112 пудов пороха и 60 пудов свинца. Благодаря тому, что удалось собрать богатый урожай 1685 года, продовольствия в крепости должно было хватить на 2 года защитникам города из более 800 чел., в состав которых входили как служилые казаки, так и промысловые люди и крестьяне.

## Набеги
Цинский гарнизон крепости Айгун внимательно следил за восстановлением Албазина. С осени 1685 года из Айгуна стали подходить небольшие конные отряды, которые нападали на русские деревни, убивали крестьян, захватывали пленных, сжигали запасы зерна. Для предотвращения подобных нападений было организовано патрулирование окрестностей Албазина «отъезжими караулами». В самой крепости в постоянной готовности находился русский конный отряд под командованием Бейтона. В октябре — ноябре 1685 года Бейтон со 100—200 казаками имел бои с примерно равными силами маньчжурской конницы у Покровской слободы, Монастырской и Шингаловской заимок. Обычно маньчжуры отступали при появлении русского отряда, успев разорить селение. В феврале 1686 года после разорения маньчжурами Большой заимки всего в 10 верстах от Албазина, Бейтон с 300 казаками сам совершил набег на правый берег Амура и у реки Кумары уничтожил цинский дозор из 40 человек. Захваченные пленные сообщили о подготовке Цинским Китаем нового большого похода на Албазин.

## Начало осады
17 апреля 1686 года цинский император Канси на аудиенции полководцу Лантаню дал указания по ведению военной кампании: взять Албазин, но на этот раз не разрушать его как в прошлом году, а укрепить как базу для дальнейшего наступления на Нерчинск. Для перевозки на Амур 5-тысячной цинской армии с артиллерией и провиантом потребовалось 150 речных судов. Часть войска двигалась берегом, для чего было привлечено 3 тысячи лошадей. В Албазин были направлены пленные с «прелестными письмами», предлагавшие русским покинуть город. На собранном круге албазинцы приняли общее решение: «Един за единого, голова в голову, а назад де без указа нейдем». Высланные вниз по Амуру караулы заранее сообщили о приближении вражеских сил. Крестьяне из окрестных селений укрылись в Албазине; табун из 500 лошадей был отогнан в тайгу.
7 июля 1686 года на Амуре у Албазина появился цинский флот; началась высадка войск на берег. Воевода Толбузин решил помешать ей и послал часть своих сил на вылазку, которой руководил Бейтон. Атака казаков, поддержанная пальбой с крепостных валов, внесла расстройство среди высаживавшихся цинских войск. Потребовалось личное вмешательство Лантаня, чтобы привести маньчжурские силы в порядок и оттеснить русских обратно в крепость.
Лантань ожидал, как и в 1685 году, быстро сломить сопротивление защитников Албазина непрерывным артиллерийским обстрелом, но тот не давал результата; китайские ядра вязли в земляных валах. Однако от бомбардировки албазинцы несли потери, всего от обстрелов в городе погибло за лето 40 человек. Среди первых из них был воевода Алексей Толбузин. 12 июля он наблюдал за противником из башни, когда влетевшее ядро оторвало ему ногу; через четыре дня воевода скончался. Командование гарнизоном перешло к Афанасию Бейтону. В ночь на 14 июля цинские войска устроили общий штурм с приречной и северной стороны, однако албазинцы не только отбили приступ, но и сами сделали вылазку, дойдя до вражеского лагеря у речного берега.

## Дальнейший ход осады
Лантань принял решение готовиться к долгой осаде. Для цинского войска вокруг Албазина было устроено четыре осадных городка из землянок. Русскую крепость на расстоянии 400 м со всех сторон окружили траншеями и валами (в том числе, вал был и за Амуром). За валами были устроены «раскаты» — насыпные возвышения, на которых устанавливались тяжелые орудия для обстрела внутрикрепостного пространства. Всего у маньчжур было 15 тяжелых «ломовых» орудий, способных простреливать весь Албазин. Защитники вынуждены были укрываться от их огня в подземных убежищах, все строения в городе были разрушены.
Пять раз албазинцы устраивали вылазки, успешно применяя в них тогдашнюю военную новинку — гранаты («ручные ядра»). Особенно успешной была вылазка в ночь на 16 августа, когда русские едва не захватили главную северную осадную батарею. Во время вылазок было убито, по русским данным, до 150 маньчжур; сами русские потеряли 20 человек. 1 сентября маньчжуры устроили масштабный штурм всеми силами, который закончился для них неудачей; чтобы взорвать крепостной вал, рылся подземный ход, но русские его обнаружили и заблаговременно взорвали сами. Наступила осень, приближалась зима. Из-за ледохода маньчжуры были вынуждены поставить свои суда в затон. Из-за прекращения речного сообщения у цинского войска сразу же возникли проблемы с продовольствием. У русских в Албазине хлебных запасов было довольно, но вспыхнула эпидемия цинги, от которой к осени уже умерло 50 человек. Маньчжуры подбрасывали в крепость грамотки с предложениями свободно выпустить русских из крепости либо принять их «с честью» на свою службу,
В октябре 1686 года маньчжуры устроили последний и самый ожесточенный штурм. К крепости двигали два «дровяных» вала, чтобы засыпать ими ров и поставить вровень с валами. С таких подвижных валов цинские войска могли бы сбить с крепостных укреплений защитников и ворваться в крепость. Русские вновь устроили вылазки и подожгли один вал, второй был взорван при помощи подкопа. Часть дров досталась русским, которые использовали их для обогрева. В результате боев к началу зимы погибло около ста русских, гораздо тяжелее были потери от болезней — из-за цинги умерло 500 человек. К декабрю в Албазине оставалось в живых всего 150 казаков, из которых только 45 могли нести караульные службу, остальные «оцынжали» и лежали больными. Сам Бейтон из-за опухших ног передвигался на костылях. Осада приняла характер борьбы на истощение. Цинские войска несли потери в боях и от голода. Всего по русским данным, основанным на показаниях пленных, «на приступех де под Албазиным побито китайских и мунгальских людей тысячи с полторы и больши». Общие потери цинских войск оцениваются в 2,5 тыс. человек.

## После перемирия
В конце октября 1686 года в Пекин прибыли подьячие Посольского приказа Никифор Венюков и Иван Фаворов. Китайский император, зная об упорной обороне Албазина, согласился на перемирие, ожидая большего успеха на переговорах. Сообщение о перемирии дошло до Албазина в начале декабря. Однако цинские войска, прекратив обстрелы, не отходили от русской крепости, надеясь, что холод и болезни всё же заставят русских сдаться. Когда Бейтон выслал двух казаков в тайгу для сбора сосновой хвои (её отвар был традиционным средством от цинги), маньчжуры их перехватили и убили. Только 6 мая 1687 года Лантань отступил от Албазина на 4 версты. Маньчжуры оставались вблизи города, чтобы не дать русским засеять окрестные поля. В августе маньчжуры наконец ушли вниз по Амуру. Однако в последующем цинские флотилии появлялись у Албазина в июле 1688 и в августе 1689 года, сжигая посевы, чтобы лишить русский гарнизон запасов продовольствия. Таким образом, в случае возобновления военных действия и новой осады, Албазин не смог бы долго продержаться. Во многом это определило согласие России, в соответствии с Нерчинским договором, на уничтожение Албазина.
В сентябре 1689 года русский гарнизон, взяв имущество, пушки и церковную утварь, покинул Албазин, предварительно разрушив укрепления и дома. Несмотря на уничтожение города по условиям соглашения и уход русских из Приамурья, оборона Албазина заставила Цинский Китай отказаться от своих претензий на другие русские земли.